# الدهام، سافک
الدهام، سافک (به انگلیسی: Aldham, Suffolk) یک روستا و محله مدنی در بریتانیا است که در بابرگ واقع شده‌است. الدهام ۱۷۵ نفر جمعیت دارد.